# Liste der Naturdenkmale in Haselbachtal
Die Liste der Naturdenkmale in Haselbachtal nennt die Naturdenkmale in Haselbachtal im sächsischen Landkreis Bautzen.

## Definition
„Naturdenkmäler sind rechtsverbindlich festgesetzte Einzelschöpfungen der Natur oder entsprechende Flächen bis zu fünf Hektar, deren besonderer Schutz erforderlich ist
1. aus wissenschaftlichen, naturgeschichtlichen oder landeskundlichen Gründen oder
2. wegen ihrer Seltenheit, Eigenart oder Schönheit.“

## Liste
Link zu einem Kartenansichtstool, um Koordinaten zu setzen.
| Bild            | Bezeichnung                                                              | Lage                                           | Beschreibung | Datum | Nummer  |
| --------------- | ------------------------------------------------------------------------ | ---------------------------------------------- | ------------ | ----- | ------- |
| BW              | Haselberg Reichenau                                                      | Reichenbach (51° 15′ 45,6″ N, 13° 56′ 49,5″ O) |              |       | KM076   |
| BW              | Koppenbusch                                                              | Reichenbach (51° 15′ 7,7″ N, 13° 57′ 9,4″ O)   |              |       | KM091   |
| BW              | Zaukenbuschwiese                                                         | Reichenbach (51° 14′ 48,7″ N, 13° 56′ 25,9″ O) |              |       | KM093   |
| BW              | Hubrigsteg                                                               | Reichenbach (51° 14′ 43″ N, 13° 56′ 43,8″ O)   |              |       | KM094   |
| BW              | Hubrigberg                                                               | Reichenbach (51° 14′ 41,3″ N, 13° 56′ 59,6″ O) |              |       | KM095   |
| BW              | Haselberg Reichenbach                                                    | Reichenbach (51° 14′ 34,2″ N, 13° 57′ 57,8″ O) |              |       | KM096   |
| BW              | Gipfelklippen Hofeberg-Wüsteberg                                         | Bischheim (51° 14′ 55,2″ N, 14° 3′ 11,4″ O)    |              |       | KM097   |
| BW              | Hubrig-Sattel                                                            | Reichenbach (51° 14′ 13,3″ N, 13° 57′ 20,5″ O) |              |       | KM102   |
| BW              | Schäferleite                                                             | Reichenbach (51° 14′ 23,2″ N, 13° 59′ 22″ O)   |              |       | KM103   |
| BW              | Keulenberg-Kammweg                                                       | Reichenbach (51° 13′ 51,3″ N, 13° 57′ 6,9″ O)  |              |       | KM113   |
| BW              | Gründchen am Folgenberg                                                  | Bischheim (51° 13′ 36,5″ N, 14° 1′ 29,3″ O)    |              |       | KM118   |
| BW              | Weißbachlauf                                                             | Bischheim (51° 13′ 35,7″ N, 14° 1′ 49,5″ O)    |              |       | KM119   |
| BW              | Erlicht                                                                  | Gersdorf (51° 13′ 2,9″ N, 14° 3′ 5,9″ O)       |              |       | KM126   |
| BW              | Brandhübel/Kadelloch                                                     | Möhrsdorf (51° 12′ 51,7″ N, 14° 5′ 33,2″ O)    |              |       | KM127   |
| BW              | Leite an der Strauchmühle                                                | Möhrsdorf (51° 12′ 54,2″ N, 14° 4′ 13,1″ O)    |              |       | KM128   |
| BW              | Baumgruppe im Park                                                       | Gersdorf (51° 13′ 28,9″ N, 14° 3′ 42,5″ O)     |              |       | A/B-016 |
| BW              | Zenkers Linden, Lindengruppe östlich des ehemaligen Gutes Niedergersdorf | Gersdorf (51° 13′ 31,2″ N, 14° 4′ 17,7″ O)     |              |       | A/B-017 |
| BW              | Stieleiche am Weißbacher Weg                                             | Reichenau (51° 13′ 41,2″ N, 14° 1′ 56,1″ O)    |              |       | B-095   |
| BW              | Stieleiche am Hofeberg "Koppeleiche"                                     | Reichenau (51° 14′ 28,9″ N, 13° 58′ 13,7″ O)   |              |       | B-096   |
| BW              | Traubeneiche am Grundstück Nr. 2 K9240 - 125 m nach Abzweig Rehnsdorf    | Möhrsdorf (51° 12′ 52″ N, 14° 4′ 23,9″ O)      |              |       | B-097   |
| BW              | Winterlinde Ortsausgang Möhrsdorf in Richtung Gersdorf                   | Möhrsdorf (51° 12′ 49,2″ N, 14° 4′ 25,4″ O)    |              |       | B-098   |
| Fotos hochladen | Kirchlinde                                                               | Gersdorf (51° 13′ 33,4″ N, 14° 3′ 30″ O)       |              |       | B-099   |
| BW              | Winterlinde am Keulenfluss, Zumpens Linde                                | Reichenau (51° 14′ 57,9″ N, 13° 57′ 27,9″ O)   |              |       | B-100   |
| BW              | Stieleiche unterm Winzerberg                                             | Reichenau (51° 15′ 15,5″ N, 13° 57′ 1,3″ O)    |              |       | B-101   |
| BW              | Esche Hinter der Jutespinnerei                                           | Reichenau (51° 15′ 11,9″ N, 13° 58′ 29,6″ O)   |              |       | B-102   |
| BW              | Sommerlinde am Hofeweg                                                   | Reichenau (51° 14′ 30,2″ N, 13° 59′ 9″ O)      |              |       | B-103   |
| BW              | Strudelloch                                                              | Reichenau (51° 15′ 15,1″ N, 13° 58′ 50,9″ O)   |              |       | F-007   |